# Dryade glaucope
Thalurania glaucopis
Espèce
Statut de conservation UICN

 LC  : Préoccupation mineure
Statut CITES
La Dryade glaucope (Thalurania glaucopis) est une espèce d'oiseaux de la famille des Trochilidae, la famille des colibris.

## Répartition
L'espèce est présente en Argentine, au Brésil, au Paraguay et en Uruguay.

Carte de répartition de l'espèce

## Habitat
Elle habite les forêts tropicales et subtropicales de plaine et de montagne mais aussi les anciennes forêts fortement dégradées.

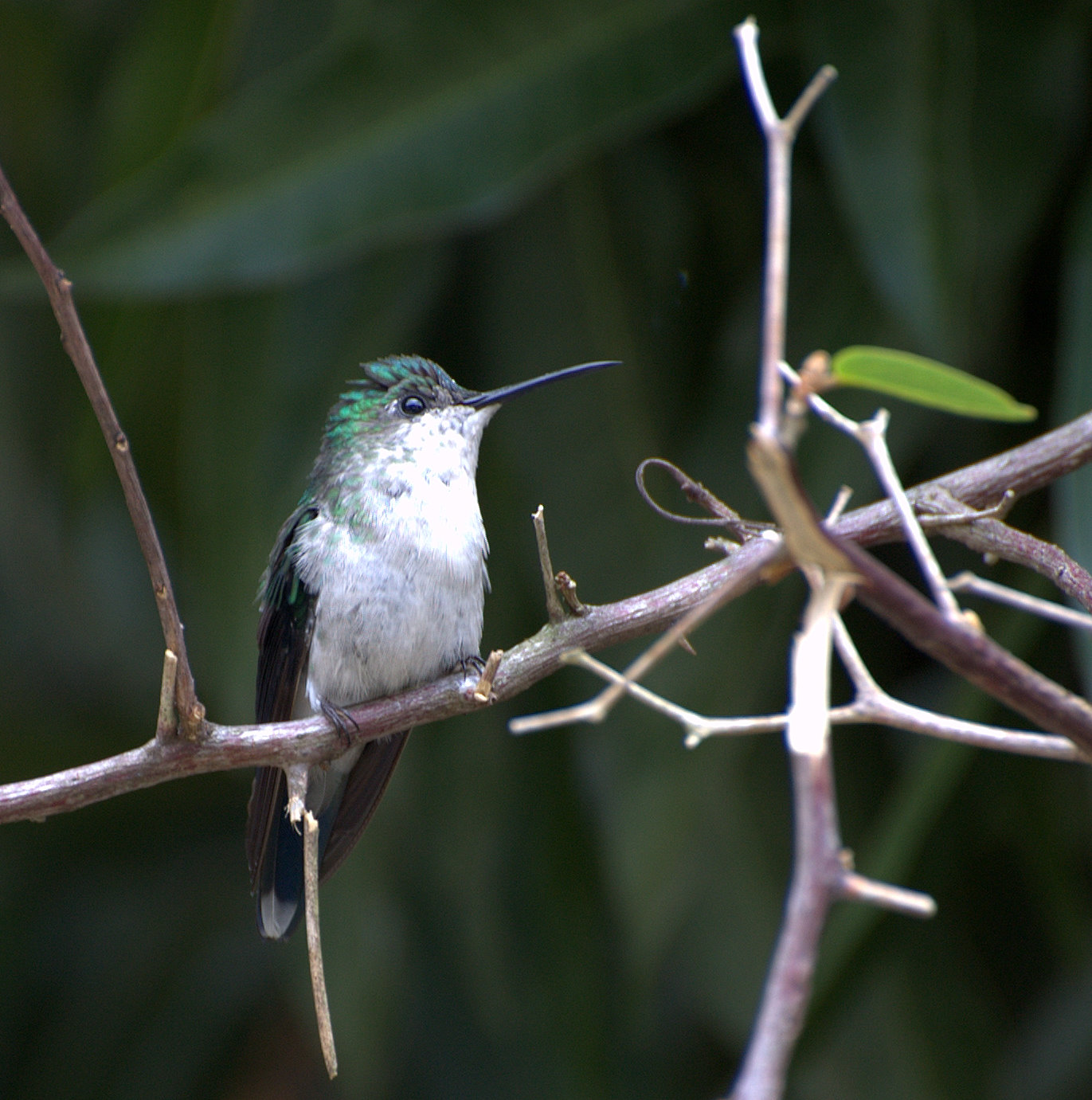
T. glaucopis femelle